# Franz Koll
Franz Koll (* 26. Juni 1936 in Mayen/Maifeld; † 4. August 1999 ebenda) war ein deutscher Schriftsteller, Sänger und Pädagoge.
Koll entstammt einer Eifeler Familie. Seine Kindheit im Krieg verbrachte er, ausgebombt in Koblenz, bei Verwandten in Staffel/Eifel. Diese Zeit unter dem Eindruck des Krieges inspirierte ihn zum Verfassen seiner belletristischen Bücher Lüfthildisbrot – Unzeit in Talscheid (Fölbach Verlag) und Doppelkonzert (Helios-Verlag). Er wirkte als Lehrer und Sprachheilerzieher in Mayen und war Lehrbeauftragter für Stimmbildung an der Pädagogischen Hochschule, später Universität Koblenz.